# Біг-Веллс (Техас)
Біг-Веллс (англ. Big Wells) — місто (англ. city) в США, в окрузі Дімміт штату Техас. Населення — 483 особи (2020).

## Географія
Біг-Веллс розташований за координатами 28°34′12″ пн. ш. 99°34′13″ зх. д. / 28.57000° пн. ш. 99.57028° зх. д. (28.569875, -99.570188).  За даними Бюро перепису населення США в 2010 році місто мало площу 1,43 км², уся площа — суходіл.

## Демографія
Згідно з переписом 2010 року, у місті мешкало 697 осіб у 256 домогосподарствах у складі 163 родин. Густота населення становила 486 осіб/км².  Було 353 помешкання (246/км²).
Расовий склад населення:
| - 91,0 % — білих - 0,7 % — чорних або афроамериканців - 0,6 % — корінних американців - 0,1 % — азіатів - 3,9 % — осіб інших рас |

До двох чи більше рас належало 3,7 %. Частка іспаномовних становила 94,1 % від усіх жителів.
За віковим діапазоном населення розподілялося таким чином: 27,5 % — особи молодші 18 років, 51,6 % — особи у віці 18—64 років, 20,9 % — особи у віці 65 років та старші. Медіана віку мешканця становила 40,9 року. На 100 осіб жіночої статі у місті припадало 88,9 чоловіків;  на 100 жінок у віці від 18 років та старших — 88,4 чоловіків також старших 18 років.
Середній дохід на одне домашнє господарство  становив 42 343 долари США (медіана — 24 583), а середній дохід на одну сім'ю — 54 179 доларів (медіана — 40 417). За межею бідності перебувало 20,1 % осіб, у тому числі 24,2 % дітей у віці до 18 років та 12,3 % осіб у віці 65 років та старших.
Цивільне працевлаштоване населення становило 241 особа. Основні галузі зайнятості: сільське господарство, лісництво, риболовля — 32,0 %, транспорт — 12,9 %, науковці, спеціалісти, менеджери — 11,6 %.